# Fouchécourt (Haute-Saône)
Fouchécourt ist eine französische Gemeinde im Département Haute-Saône in der Region Bourgogne-Franche-Comté.

## Geographie
Fouchécourt liegt auf einer Höhe von 234 m über dem Meeresspiegel, acht Kilometer südöstlich von Jussey und etwa 22 Kilometer nordwestlich der Stadt Vesoul (Luftlinie). Das Dorf erstreckt sich im nordwestlichen Teil des Departements, leicht erhöht am westlichen Rand der Talebene der Saône, gegenüber von Baulay.
Die Fläche des 4,47 km² großen Gemeindegebiets umfasst einen Abschnitt im Bereich des oberen Saônetals. Die östliche Grenze verläuft stets entlang der Saône, die hier durch eine Alluvialniederung nach Süden fließt. Die Talebene liegt durchschnittlich auf 215 m und weist eine Breite von maximal zwei Kilometern auf. Der Fluss ist zur Wasserstraße ausgebaut und besitzt bei Fouchécourt eine Bootsanlegestelle.
Vom Flusslauf erstreckt sich das Gemeindeareal westwärts über die Talaue, die überwiegend landwirtschaftlich genutzt wird, bis auf die angrenzenden Hochfläche, die aus einer Wechsellagerung von sandig-mergeligen und kalkigen Sedimenten der unteren Jurazeit (Lias) besteht. Unterteilt wird das Plateau durch die Talmulden des Ruisseau de Sèche und des Ruisseau d'Aboncourt, die südlich des Ortes in die Saône münden. Mit 281 m wird auf der Kuppe des Grivey nordwestlich des Dorfes die höchste Erhebung von Fouchécourt erreicht.
Nachbargemeinden von Fouchécourt sind Montureux-lès-Baulay im Norden, Baulay im Osten, Purgerot und Aboncourt-Gesincourt im Süden sowie Gevigney-et-Mercey im Westen.

## Geschichte
Die Pfarrei Fouchécourt wird bereits im 9. Jahrhundert urkundlich erwähnt. Im Mittelalter gehörte das Dorf zur Freigrafschaft Burgund und darin zum Gebiet des Bailliage d’Amont. Fouchécourt bildete ein Lehen, das im 13. Jahrhundert an die Familie Vergy kam. Zusammen mit der Franche-Comté gelangte das Dorf mit dem Frieden von Nimwegen 1678 definitiv an Frankreich. Heute ist Fouchécourt Mitglied des Gemeindeverbandes Hauts du Val de Saône.

## Sehenswürdigkeiten
Die Dorfkirche von Fouchécourt zeigt eine Mischung mehrerer Stilformen: Der gotische Chorraum stammt aus dem 16. Jahrhundert, während das Schiff im 19. Jahrhundert neu erbaut wurde. Zur Ausstattung gehören der Hochaltar (17. Jahrhundert), vergoldete Statuen aus dem 18. Jahrhundert und Grabplatten.
Nahe bei der Kirche befinden sich ein Herrschaftshaus aus dem 18. Jahrhundert und ein Haus mit Türmchen, das im 16. Jahrhundert errichtet wurde.
Eine weitere Sehenswürdigkeit bildet das überdachte Lavoir (19. Jahrhundert) mit seinen zwei Wasserbecken. Es diente einst als Waschhaus und Viehtränke.

## Bevölkerung
| Jahr                       | 1962 | 1968 | 1975 | 1982 | 1990 | 1999 | 2011 | 2018 |
| Einwohner                  | 143  | 137  | 122  | 100  | 115  | 110  | 117  | 112  |
| Quellen: Cassini und INSEE |      |      |      |      |      |      |      |      |

Mit 120 Einwohnern (1. Januar 2022) gehört Fouchécourt zu den kleinen Gemeinden des Départements Haute-Saône. Nachdem die Einwohnerzahl in der ersten Hälfte des 20. Jahrhunderts deutlich abgenommen hatte (1886 wurden noch 255 Personen gezählt), wurden seit Mitte der 1970er Jahre nur noch geringe Schwankungen verzeichnet.

## Wirtschaft und Infrastruktur
Fouchécourt war bis weit ins 20. Jahrhundert hinein ein vorwiegend durch die Landwirtschaft (Ackerbau, Obstbau und Viehzucht) geprägtes Dorf. Heute gibt es einige Betriebe des lokalen Kleingewerbes. In den letzten Jahrzehnten hat sich das Dorf zu einer Wohngemeinde gewandelt. Viele Erwerbstätige sind deshalb Wegpendler, die in den größeren Ortschaften der Umgebung ihrer Arbeit nachgehen.
Der Ort liegt abseits der größeren Durchgangsachsen an einer Departementsstraße, die von Baulay nach Aboncourt führt. Weitere Straßenverbindungen bestehen mit Purgerot und Gevigney.